# 암태도 소작쟁의
암태도 소작쟁의(巖泰島小作爭議)는 1923년 8월부터 1924년 8월 사이에 전라남도 무안군 암태면(오늘날의 신안군 암태면)에서 일어난 소작쟁의이다. 암태도는 암태도 인물들의 사유지로 수탈되어 온 땅으로서, 일제 강점기에 들어서는 조선인 지주인 문재철, 천후빈, 그리고 일본인 지주인 나카시마 세이타로 세 지주가 암태도 땅을 삼분하고 있었다. 그 중 문재철은 중추원 직책까지 맡는 친일파로 친일을 통해 사업을 불린 신흥자본가였다. 문재철은 암태도 뿐 아니라 자은도 등 오늘날의 신안군 지역의 도서와 전라도 본토의 고창군 등지에 755정보의 대토지를 소유했다. 그 중 암태도에 소유한 땅은 논이 98정보, 밭이 42정보였다.
1920년대에 총독부의 저미가정책으로 손해를 본 지주들은 소작료를 올려 손해를 벌충하려 했고, 특히 문재철은 암태도 소작료를 보통의 5할에서 7-8할까지 끌어올려 원성이 컸다. 암태도 소작농들은 1923년 8월 추수를 앞두고 서태석의 주도로 암태소작인회를 조직하고 소작료를 4할 이하로 인하할 것을 요구했다. 요구가 거절되자 소작농들은 추수거부, 소작료불납으로 맞섰다. 지주측은 목포경찰서의 일본경찰들을 동원해 강제로 소작료를 징수하려 들었으나 큰 성과가 없자 소작농들을 개별 회유, 협박하였다. 소작인회는 자체 순찰대를 조직해 대항하며 1924년 봄까지 소작료불납을 계속했다.
1924년 3월 27일, 소작인회는 면민대회를 열어 5월 15일까지 문재철이 요구에 불응할 경우 암태도의 문재철 아버지 송덕비를 파괴하기로 결의했다. 문재철은 폭력배를 동원해 면민대회를 마치고 귀가하는 소작농들을 습격하는 것으로써 이 요구를 묵살했다. 지주와의 싸움으로만 문제를 해결할 수 없다고 판단한 소작인회는 섬 밖의 언론, 노동단체에 호소하였고 1924년 4월 15일 전조선노동대회에 대표를 파견하기도 했다. 하지만 일제의 탄압으로 모두 실패하고, 분개한 소작농들이 4월 22일 송덕비를 파괴했다. 송덕비 파괴 과정에서 지주측 청년들과 소작인회가 대규모 충돌이 일어나 소작농 50여 명이 일본경찰에 잡혀갔다. 그러자 그동안 뒤에 빠져 있던 암태청년회와 암태부인회가 쟁의에 참여하여 소작쟁의가 암태도 전 주민의 일로 발전했다.
6월 2일 재차 면민대회를 개최해 목포로 나가 항쟁할 것을 결의하고, 6월 4일부터 8일까지 소작농 400여 명이 목포경찰서와 목포법원 앞에서 시위농성을 벌이고 7월 8일부터는 600 명이 법원 앞에서 단식투쟁을 전개했다. 7월 11일에는 문재철 집으로 몰려가 시위를 벌이다 26명이 연행되었다.
암태도 쟁의가 서울과 평양 같은 대도시로까지 번져가 여론을 일으킬 기미가 보이자 일제는 확산을 막기 위해 중재에 나섰다. 8월 30일 목포경찰서장실에서 전남도경국 고등과장 고가(古賀)의 중재로 지주 문재철과 소작농 대표 박복영이 다음과 같은 타협을 보았다.
1. 지주 문재철과 소작인회간의 소작료는 4할로 약정하고, 지주는 소작인회에 일금 2,000원을 기부한다.
2. 1923년의 미납소작료는 향후 3년간 분할상환한다.
3. 구금 중인 쌍방의 인사에 대해서는 9월 1일 공판정에서 쌍방이 고소를 취하한다.
4. 도괴된 비석은 소작인회의 부담으로 복구한다.

이리하여 쟁의는 소작농들의 승리로 일단락되었다. 암태도의 승리는 서해 다도해 지역의 소작쟁의를 자극하여 1925년 도초도 소작쟁의, 1926년 자은도 소작쟁의, 1927년 지도 소작쟁의로 이어졌다.
한편 쟁의가 끝난 뒤인 1929년 문재철은 박복영을 통해 대한민국 임시정부에 벼 2백가마, 보리 1백가마, 누룩 50동을 자금으로 내놓았다. 이것이 독립운동에 참여한 것으로 인정받아 친일인명사전에도 등재되지 않았고, 1941년 문태고등학교를 설립, 운영한 것이 민족교육운동으로 인정받아 1993년 국민훈장 동백장을 수훈하기도 했다. 쟁의를 주도한 서태석은 사후 60년이 지난 2003년 국가유공자로 인정되었다.